# Константинівська (Краснодарський край)
Константи́нівська (рос. Константиновская) — станиця в Курганинському районі Краснодарського краю. Утворює Константинівське сільське поселення.
Населення — 4 096 жителів (2002).

## Географія
Станиця лежить на річці Чамлик (притока Лаби), у степовій зоні, за 7 км на південний схід від міста Курганінськ.

## Відомі особистості
- Плітас Олександр Савич (1896—1958) — український військовий діяч, лікар, санітарний сотник Армії УНР.